# Берге, Стиг
Стиг Берге (норв. Stig Berge, 28 марта 1943, Мельдал, Норвегия) — норвежский ориентировщик, победитель третьего чемпионата мира по спортивному ориентированию.

## Чемпионат мира

ЧМ 1972. Слева направо: Бернт Фрилен, Оге Хадлер, Стиг Берге

Обладатель двух золотых медалей чемпионата мира 1970 года, который проходил в Восточной Германии.
Выиграл индивидуальную гонку (14 км,19 кп) и эстафету в составе мужской сборной Норвегии.
На следующем чемпионате мира 1972 года в Чехословакии завоевал серебряную медаль, уступив своему соотечественнику, победителю первого чемпионата мира 1966 года, Оге Хадлеру.

## Чемпионат Европы
На втором чемпионате Европы, проходившем в швейцарском городе Ле-Брасю в 1964 году, выиграл серебряную медаль в эстафете.

## Национальный чемпионат
Берге 4 раза становился чемпионом Норвегии по спортивному ориентированию. Выступал за спортклуб Норвежского технологического института (англ. Norwegian Institute of Technology) и три раза, в 1963, 1964, 1973 году в составе команды выигрывал национальный чемпионат.
В 1970 году стал спортсменом года Норвегии.
Выступал за клубы Løkken, Hauketo, NTHI, Freidig (Trondheim).